# Communauté de communes de la Région de Doué-la-Fontaine
Die Communauté de communes de la Région de Doué-la-Fontaine ist ein ehemaliger französischer Gemeindeverband mit der Rechtsform einer Communauté de communes im Département Maine-et-Loire in der Region Pays de la Loire. Sie wurde am 19. November 2000 gegründet und umfasste elf Gemeinden. Der Verwaltungssitz befand sich im Ort Doué-la-Fontaine.

## Historische Entwicklung
Mit Wirkung vom 1. Januar 2017 fusionierte der Gemeindeverband mit
- Communauté d’agglomération Saumur Loire Développement,
- Communauté de communes du Gennois sowie
- Communauté de communes Loire-Longué

unter gleichzeitiger Bildung der Commune nouvelle Doué-en-Anjou. Dadurch entstand die Nachfolgeorganisation Communauté d’agglomération Saumur Val de Loire.

## Ehemalige Mitgliedsgemeinden
1. Brigné
2. Concourson-sur-Layon
3. Dénezé-sous-Doué
4. Doué-la-Fontaine
5. Forges
6. Louresse-Rochemenier
7. Meigné
8. Montfort
9. Saint-Georges-sur-Layon
10. Les Ulmes
11. Les Verchers-sur-Layon